# Tojolabal
Tojolabal és la llengua maia parlada pels tojolabals que habita a la zona centre-oriental de l'Estat de Chiapas, Mèxic. És una de les aproximadament 30 llengües maies que es reconeixen actualment. Segons les estadístiques, el seu nombre de parlants ascendeix a 51.733 i viuen a les zones rurals dels municipis de Las Margaritas, Comitán i Altamirano.
El nom tojolabal o millor tojol'ab’al (segons l'ortografia pròpia més acceptada) significa discurs recte o paraula que s'escolta sense enganys, ja que es compon dels vocables tojol que significa recte, correcte, just, dret i ab’al que es refereix a la paraula que s'escolta o al discurs que es dona, quedant així els tojolabals com a homes de la paraula recta.

## Morfologia i sintaxi
Com les altres llengües maies, es tracta d'una llengua ergativa, és a dir, s'estructura a partir de prefixos i sufixos que s'uneixen a arrels verbals o substantives. La forma més simple per estructurar una frase és la següent: Verb + complement + subjecte.
El tojolabal, igual que altres llengües indígenes d'Amèrica, té distincions de clusivitat, és a dir posseeix dues formes verbals per a la primera persona del plural ('nosaltres') diferenciant el nosaltres inclusiu ('jo + tu' o 'jo + tu + un altre(s)') amb el nosaltres exclusiu ('jo + un altre(s), però no tu' o 'jo + un altre(s) però no algú que m'escolta'), alguns exemples:
(1a) kilatik
'ho vam veure' (jo ho vaig veure i tu ho vas veure)
(1b) kilatikon
'ho vam veure' (jo ho vaig veure i un altre ho va veure, encara que tú no ho vas veure)
(2a) jk'anatik
'vam voler' (jo vaig voler i tu vas voler)
(2b) jk'anaitkon
'nosaltres vam voler però tu no'

## Ús als mèdia
S'emeten programes de ràdio en tojolabal a través de l'emissora XEVFS, radicada a Las Margaritas (Chiapas), patrocinada per la CDI.